# Snurken
Snurken of ronchopathie is een geluid dat gedurende de slaap wordt voortgebracht door trillende zachte delen van de neusholte, mond en keel. 
Snurken kan door mensen die willen slapen als irritant worden ervaren. Het kan bij hen het slapen verstoren, maar ook de snurker zelf kan door het snurken een slechte nachtrust hebben. Ernstige snurkklachten kunnen een aanwijzing zijn dat iemand last heeft van korte ademstilstanden gedurende de nacht (slaapapneu). Deze ademstilstanden leiden vaak tot het (bijna) wakker worden waardoor de slaap sterk wordt verstoord. Het komt meer voor bij mannen dan bij vrouwen en treedt vaker op in de leeftijdsgroep 40- tot 60-jarigen. Er zijn medische technieken om snurken te verminderen. In eerste instantie zal een arts ernaar streven om de luchtwegen goed open te houden gedurende de slaap en daarmee het trillen van weke delen te voorkomen.

## Ontstaan
Er zijn twee bekende vormen van snurken. De meest voorkomende is het snurken vanuit de keel (mond). Deze vorm treedt op omdat in de slaap de spieren (inclusief de tong) ontspannen en het verhemelte in de luchtweg. Bij sommige mensen is de orofarynx (deel van de keelholte) zo nauw dat deze bij het inademen bijna dicht gaat. Deze vernauwing zorgt ervoor, dat de slaper door zijn mond begint te ademen. Doordat de slaper zijn mond opent, glijdt de tong naar achter richting de keel en de luchtweg wordt hierdoor nog nauwer. De lucht door de vernauwde luchtweg laat de huig en andere slappe delen van de mond en keel trillen. Dit veroorzaakt het snurkende geluid. Je herkent dit geluid aan de zogenoemde keelklank. Snurken kan ook vanuit de neus ontstaan, als gevolg van een te nauwe neusholte. Het geluid dat hierbij vrijkomt, heeft een zogenaamd geknepen nasale toon. 

## Oorzaken en remedies
Het vinden van de oorzaak van snurken en de daarop volgende interventies worden uitgevoerd door een arts of tandarts. De oorzaak van het snurken kan op diverse manieren onderzocht worden. Veelvoorkomend is een lichamelijk onderzoek, het (eventueel endoscopisch) inspecteren van de mond- en keelholte, in combinatie met een slaaponderzoek. 
Afhankelijk van de oorzaak zijn de volgende interventies nodig:
- Overgewicht; afvallen
- (Overmatig) gebruik van alcohol, tabak en slaapmedicatie; verminderen en/of afbouwen van deze producten.
- Vergrote amandelen; operatief verwijderen van amandelen.
- Slaapapneu; drukmasker om de luchtwegen open te houden en een ademhalingsstilstand te voorkomen. Uit onderzoek zou blijken dat dagelijks twintig minuten hardop zingen de klachten af kan laten nemen.[2][3]
- Rugligging; niet in rugligging liggen.
- Hypothyreoidie; medicatie om werking schildklier te bevorderen.

Ook wordt elektroablatie toegepast om de luchtwegen vrij te maken van overtollig weefsel.